# Windjammer (Film)
Der Film Windjammer ist ein Dokumentarfilm aus dem Jahr 1958 in dem seltenen Aufnahmeformat Cinemiracle. Im Englischen wird der Film auch Windjammer: The Voyage of the Christian Radich genannt, um ihn von anderen Filmen mit demselben Titel abzugrenzen. Die Regie führten Bill Colleran und Louis De Rochemont III. Die Uraufführung fand im Grauman’s Chinese Theatre, Hollywood, am 8. April 1958 statt und der Film lief dort 36 Wochen.
Der Erzähler in der deutschen Fassung war Hans Clarin, zu der Zeit bekannt als Sprecher des Kookie in der Krimiserie „77 Sunset Strip“.

## Inhalt

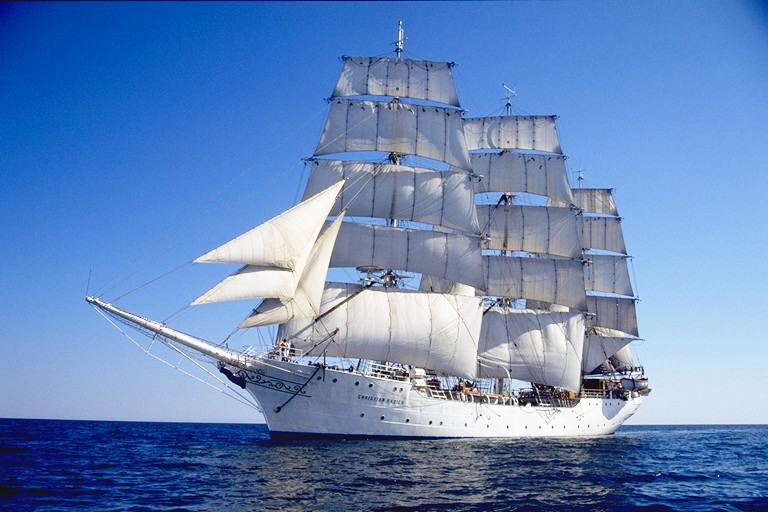
Der Star des Filmes „Windjammer“, die „Christian Radich“

Der Film schildert die Reise mit dem norwegischen Segelschulschiff S/S Christian Radich von Oslo über den Atlantik, durch die Karibik, nach New York und wieder zurück nach Norwegen. Die Besatzung aus 16 Offizieren und 42 Kadetten unter dem Kommando von Kapitän Yngvar Kjelstrup, erlebt auf der 17.000 Seemeilen langen Reise faszinierende Begegnungen mit Land und Leuten. So erleben sie auf der Insel Madeira eine traditionelle Korbschlittenfahrt, begegnen dem berühmten Cellisten Pablo Casals, der extra für sie in seinem Garten ein Konzert gibt, und sie treffen auf das deutsche Segelschiff Pamir, das während der Dreharbeiten 1957 in einem Sturm untergeht. Der Film enthält damit die letzten bewegten Aufnahmen der Pamir.
Kurz bevor sich die Christian Radich auf die Rückreise nach Norwegen macht, darf Kadett Sven Erik Libaek mit Arthur Fiedler und dem Boston Pops Orchestra ein Live-Konzert im Hafen von Portsmouth, New Hampshire geben (Edvard Griegs Konzert für Klavier und Orchester a-Moll op. 16).

## Cinemiracle
Die Einordnung des Filmes in eine bestimmte Kategorie ist nicht ganz so einfach. Eigentlich ist er ein Dokumentarfilm, weil er die Reise und die Ereignisse der Segelschiffsbesatzung dabei festhält. Zugleich ist er aber auch ein Musikfilm, weil viele heute bekannte Lieder, die zum Standardrepertoire von Shanty-Chören gehören, in ihm zur Aufführung kommen, und er ist auch ein Experimentalfilm für das komplizierte Filmformat Cinemiracle.
Bei der Aufnahme des Filmes wurden drei Mitchell-Kameras für 35-mm-Film fest in einem Kamerablock installiert. Der Kamerablock war so groß, dass bei Aufnahmen aus dem Steuerhaus des Segelschiffes eine ganze Wand herausgenommen werden musste. Die Filmkameras konnten mit einem Blickwinkel von horizontal 146 Grad und vertikal 55 Grad aufnehmen. Die beiden Außenbilder wurden seitenverkehrt aufgenommen: Die linke Kamera nahm das rechte Bild auf, die rechte Kamera das linke. Bei der Projektion mussten die Bilder über drei elektrisch gekoppelte Projektoren auf die Leinwand projiziert werden. Die Außenbilder wurden dabei mittels Spiegeln an das mittlere Bild projiziert und ergaben so ein unverzerrtes Breitwandbild. (Im Gegensatz dazu wird das Breitwandformat Cinemascope zwar einfacher mit nur einer Kamera aufgenommen, dabei wird das Bild aber zusammengestaucht und muss bei der Projektion wieder entzerrt werden.)
Für die deutsche Erstaufführung am 22. Mai 1959 in der Essener Grugahalle wurde dort zeitweise eine Leinwand mit 32 Metern Breite und 17 Metern Höhe installiert, zu der Zeit die größte Leinwand der Welt. In der Grugahalle wurde der Film 1959 und dann noch 1962 und 1965 gezeigt und dabei insgesamt von rund 650.000 Zuschauern gesehen.
Nur wenige Filmtheater auf der Welt waren in der Lage, Cinemiracle-Filme aufzuführen. Der Film „Windjammer“ wurde deshalb später in das bereits etablierte Cinemascope umkopiert. Dabei waren dann das linke und rechte Bild durch deutlich sichtbare hellere Linien vom Mittelbild getrennt. In seltenen Fernsehausstrahlungen wurde nicht einmal eine Cinemascope-Fassung, sondern nur eine 4:3-Fassung mit nur dem mittleren Bild, gesendet. So waren 60 Prozent des Gesamtbildes gar nicht zu sehen.
Zum 60. Jahrestag von Cinerama wurde im September 2012 der restaurierte Film in den USA in einer region-free DVD-/Blu-Ray-Box mit über einer Stunde Bonus-Material veröffentlicht.
2017 wurde der Film abermals restauriert, diesmal von Original-Filmnegativen und nicht von Sicherungskopien. Deshalb hat er eine gute Bildqualität.

## Filmmusik
Der Film Windjammer wurde mit einem 7-Kanal-Stereoton ausgestattet, der Frequenzen von 20 Hz bis 18 kHz wiedergeben konnte und der zu der Zeit als High Fidelity bezeichnet wurde. Die Filmmusik wurde von dem US-amerikanischen Komponisten Morton Gould (1913–1996) komponiert. Diese Musik wurde instrumental in Stereo aufgenommen. Zusätzlich kommen im Film viele Lieder vor, die von dem Folk-Trio The Easy Riders komponiert und in Mono aufgenommen wurden. Die Lieder wurden von Mitgliedern der Besatzung gesungen.
The Easy Riders bestanden aus Terry Gilkyson, Richard Dehr und Frank Miller. Zu den heute bekannten Liedern des Filmes gehören u. a. „Kari Waits For Me“, „Marianne“, „Sugar Cane“, „Memories Are Made of This“, „Saturday Night“, „Don’t You Worry“ und „Village of New York“. Der Cellist Pablo Casals steuerte für den Film das Stück „Catalan Melody“ bei. Die Filmmusik ist seinerzeit auf LP und EP-Singles veröffentlicht worden.

## Kritiken
„Ein Dokumentarfilm in technischer Perfektion. Die eindrucksvollen Effekte des "Cinemiracle"-Verfahrens, das dreidimensionale Bildwirkung simuliert und auch auf überdimensionalen Formaten eine makellose Bildschärfe garantiert, lassen sich nur auf der großen Kinoleinwand nachvollziehen. Der Film wurde als erster in diesem Verfahren realisiert und hatte seinerzeit begeisterte Zuschauer.“

## Weitere Windjammer-Filme
- The Windjammer (1926) (IMDb)
- Around Cape Horn (1929)
- Windjammer (1930) (IMDb)
- Windjammer (1937) (IMDb)